# Ali Krieger
Pour les articles homonymes, voir Krieger.
Alexandra Blaire Krieger (ou Alex Krieger), plus connue comme Ali Krieger, née le 28 juillet 1984 à Alexandria (Virginie), est une joueuse américaine de football évoluant au poste de milieu de terrain défensif ou de défenseuse.

## Biographie

### Carrière en club

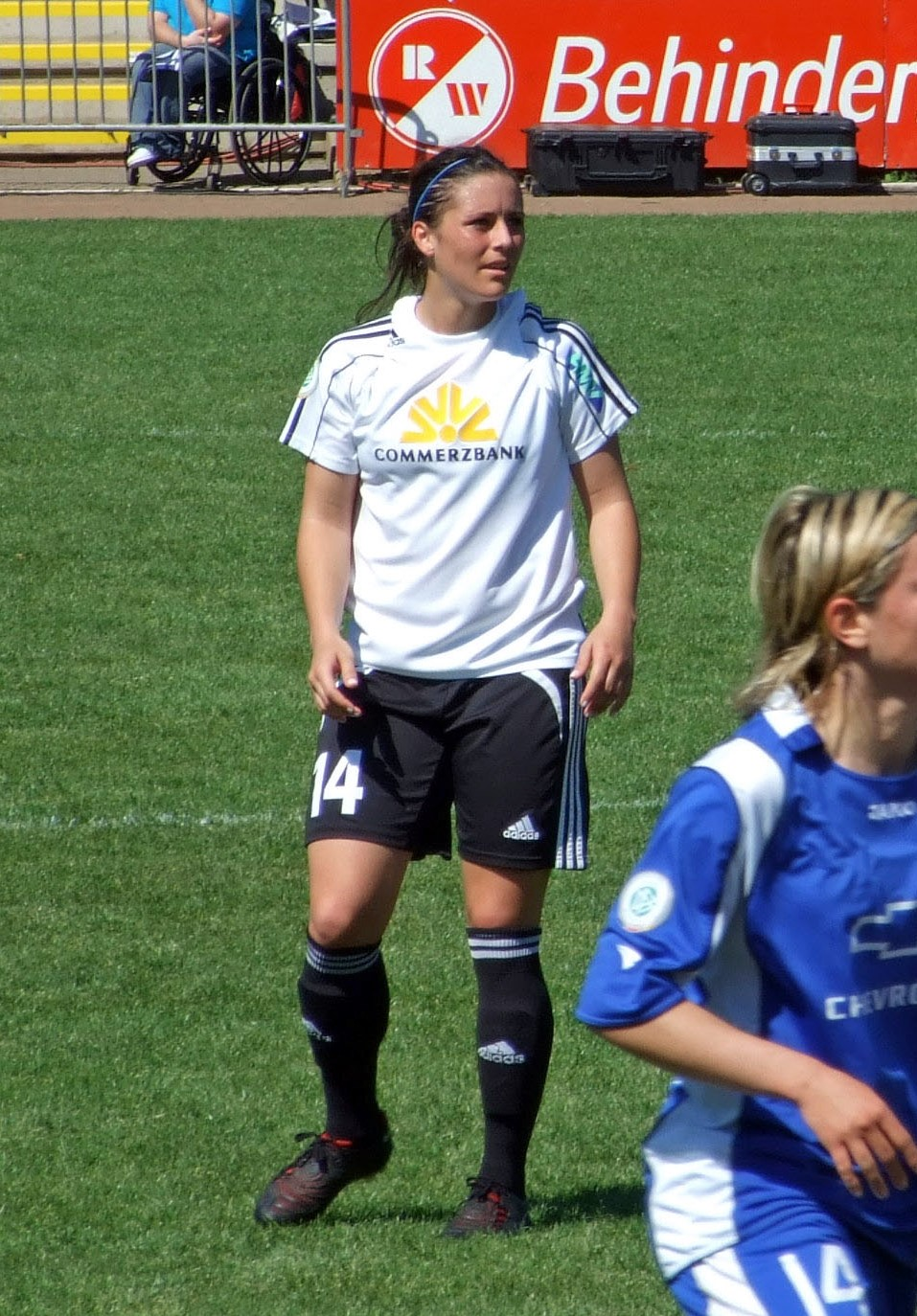
Ali Krieger avec le 1. FFC Francfort en 2008.

De 2003 à 2006, Ali Krieger étudie à l'Université Penn State et joue avec les Penn State Nittany Lions de l'université. Avec les Nittany Lions, elle est élue deux fois All American, et sur une première équipe d'étoiles All American NSCAA et un demi-finaliste pour le trophée MAC Hermann. Elle aide son équipe universitaire à remporter quatre fois de suite le championnat de conférence Big Ten championships.
À l’automne 2007, Krieger déménage en Allemagne avec sa compatriote Gina Lewandowski et joue pour le 1. FFC Francfort. Dans un match contre le FCR 2001 Duisburg, le 24 février 2008, Krieger marque son premier but à la 73e minute. Krieger remporte avec Francfort en 2008 la Coupe féminine de l'UEFA 2008 et le doublé Championnat d'Allemagne - Coupe d'Allemagne. Malheureusement elle est blessée au cours de cette saison. Désirant se remettre en forme, elle joue les mois de juin-juillet et août avec Washington Freedom dans la ligue Women's Professional Soccer. Après la saison américaine, Krieger retourne en Allemagne en août 2009 et devient titulaire d'un poste dans le onze de départ pour FFC Francfort. En février 2010, son contrat avec 1. FFC Frankfurt est prolongé pour une année supplémentaire jusqu'en juin 2011, avec une année d'option jusqu'en 2012. En mars 2011, Krieger annonce qu'elle ne reviendrait pas à 1. FFC Francfort et qu'elle retourne vivre aux États-Unis afin de se concentrer sur l'équipe nationale féminine des États-Unis en préparation pour la Coupe du monde féminine 2011 puis pour les Jeux olympiques 2012. Ayant passé quatre ans en Allemagne avec le FFC Francfort, Krieger dit elle-même qu'elle parle couramment l'allemand. C'est la seule de l'équipe américaine.
Le 11 janvier 2013, elle est mise à disposition du Washington Spirit, jouant dans la nouvelle National Women's Soccer League.
En 2017, elle rejoint la franchise d’Orlando Pride.

### Carrière en sélection nationale
Sa première apparition en équipe nationale des États-Unis est lors du Tournoi des quatre nations 2008 en Chine. Elle fait également partir du groupe lors du Tournoi CONCACAF 2010 au Mexique en vue de la qualification pour la Coupe du monde 2011. Elle est titulaire d'un poste de défenseuse lors des quatre matchs de l'Algarve Cup en mars 2011. Elle fait partie du groupe américain qui dispute la Coupe du monde de football féminin 2011, où les États-Unis se qualifient pour les demi-finales. Le 10 juillet 2011, elle marque un but décisif lors de la séance des tirs au but contre le Brésil en quarts de finale.
En 2012, Krieger participe aux qualifications pré-olympiques de la CONCACAF et lors du match contre la République dominicaine elle se blesse sévèrement au genou droit. Elle doit par la suite être sortie du terrain sur une civière. Au cours du printemps 2012, elle suit un programme intensif de réadaptation mais elle n'est pas sélectionnée en vue du tournoi olympique.
En 2015, elle fait partie de l’équipe vainqueur de la Coupe du Monde 2015 au Canada. 
En 2016, elle participe avec les États-Unis aux Jeux olympiques de Rio. Les États-Unis se feront sortir en quart part les Suédoises.
En 2019, après plus d’un an d’absence, elle est appelée par Jill Ellis pour disputer la Coupe du Monde 2019 en France qu’elle remportera pour la deuxième fois consécutive.

### Palmarès
- Vainqueur de la Coupe du monde féminine de football 2015 et Coupe du monde féminine de football 2019
- Finaliste de la Coupe du monde féminine de football 2011

### Distinctions personnelles
- Nommée dans l'équipe type de la FIFA FIFPro Women's World11 en 2016.

### Vie privée
Elle a aussi un frère nommé Kyle Krieger et qui est Youtubeur.
Ali Krieger est en couple avec Ashlyn Harris, gardienne de but d’Orlando Pride et de l’équipe nationale américaine, depuis 2010. Les deux joueuses se sont mariées le 28 décembre 2019 à Miami, en la présence de Megan Rapinoe, demoiselle d’honneur de Harris. Leur relation a été largement suivie et admirée, notamment en raison de leur visibilité en tant que figures publiques dans la communauté LGBTQ+. Le 14 février 2021, Le couple a annoncé l’adoption de leur fille, Sloane Phillips, née deux jours auparavant. En août 2022, elles annoncent l'adoption d'un petit garçon, Ocean Maeve.
L'année suivante, en 2023, elles annoncent le divorce.  